# Les Grandes Espérances (film, 1946)
Pour les articles homonymes, voir Les Grandes Espérances (homonymie) et Les Grandes Espérances.
Pour plus de détails, voir Fiche technique et Distribution.
Les Grandes Espérances (Great Expectations) est un film britannique réalisé par David Lean et sorti en 1946. Il s'agit d'une adaptation du roman du même nom de Charles Dickens publié dès 1860.

## Synopsis
Phillip Pirrip, surnommé « Pip », est orphelin. Alors qu'il se rend au cimetière, dans les marais, sur la tombe de ses parents, il rencontre Abel Magwitch,  évadé d'un bagne. Pip lui vient en aide en volant de la nourriture et une lime chez ses tuteurs : sa sœur et Joe Gargery, son époux, qui est  forgeron. Plus tard, Pip se rend dans une antique demeure figée dans le temps où il rencontre une étrange vieille femme, Miss Havisham, et sa jeune et très belle protégée, Estella, qui très vite fascine Pip.
Plus tard, après la mort de sa sœur, alors que Pip est devenu apprenti chez son beau-frère, un homme de loi, Mr Jaggers, vient l’informer qu’un mystérieux bienfaiteur veille sur lui et l'invite à se rendre à Londres pour y devenir un « gentleman ». Il n’apprend que des années plus tard qui est ce bienfaiteur ; c'est le forçat auquel il avait porté secours et non pas Miss Havisham. Mais Pip n'oublie pas son amour de jeunesse, Estella, qui, hélas en épouse un autre. Il ne la retrouve que bien plus tard, dans le sinistre décor de la demeure abandonnée de Miss Havisham, morte brûlée dans un incendie qu’elle a elle-même involontairement déclenché.

## Fiche technique
- Titre français : Les Grandes Espérances
- Titre original : Great Expectations
- Réalisation : David Lean, assisté de George Pollock
- Scénario : Anthony Havelock-Allan, David Lean, Cecil McGivern, Ronald Neame et Kay Walsh, d'après le roman Les Grandes Espérances de Charles Dickens
- Photographie : Guy Green
- Photographie de seconde équipe : Robert Krasker et Ernest Steward (non crédités)
- Cadreur de seconde équipe : Arthur Ibbetson (non crédité)
- Premier assistant opérateur de seconde équipe : Alan Hume (non crédité)
- Direction artistique : Wilfred Shingleton
- Décors : John Bryan
- Costumes : Sophia Harris of Motley, assistée de Margaret Furse
- Musique : Walter Goehr
- Chorégraphie : Suria Magito
- Montage : Jack Harris
- Production : Ronald Neame et Anthony Havelock-Allan
- Sociétés de production : Cineguild et The Rank Organisation
- Société de distribution : General Film Distributors (Royaume-Uni), Universal Pictures (États-Unis)
- Pays d'origine :  Royaume-Uni
- Format : noir et blanc — 35 mm — 1,37:1 — son Mono (Western Electric Recording)
- Genre cinématographique : drame
- Langue originale : anglais
- Durée : 118 minutes
- Dates de sortie :
  - Royaume-Uni : 26 décembre 1946 (première mondiale à Londres)
  - États-Unis : 22 mai 1947 (première à New York), 7 juin 1947 (première à Los Angeles)
  - France : 12 décembre 1947

## Distribution
- John Mills : Phillip Pirrip, dit « Pip »
- Tony Wager : Pip, jeune
- Valerie Hobson : Estella / Molly la mère d'Estella
- Jean Simmons : Estella, jeune
- Bernard Miles : Joe Gargery
- Francis L. Sullivan : M. Jaggers
- Finlay Currie : Abel Magwitch
- Martita Hunt : Miss Havisham
- Alec Guinness : Herbert Pocket
- Ivor Barnard : M. Wemmick
- Freda Jackson : Mme Joe Gargery
- Eileen Erskine : Biddy
- Hay Petrie : l'oncle Pumblechook
- Torin Thatcher : Bentley Drummle
- O. B. Clarence : le parent âgé
- Howard Lang : l'homme assis à côté de Pip au procès de Magwitch (non crédité)

## Production
Francis L. Sullivan incarne ici M. Jaggers. Il avait déjà incarné ce même personnage dans une précédente adaptation du roman de Charles Dickens mise en scène par Stuart Walker et sortie en 1934.
Ce film marque les débuts d'Alec Guinness dans un rôle parlant. Il s'agit par ailleurs du premier film de sa longue collaboration avec David Lean qui se poursuivra avec Oliver Twist (1948), Le Pont de la rivière Kwaï (1957), Lawrence d'Arabie (1962), Le Docteur Jivago (1965) et s'achèvera avec La Route des Indes (1984). Le film marque aussi la première apparition à l'écran de Howard Lang.
Le tournage a lieu dans le Kent (St Mary's Marshes, River Medway), dans le Buckinghamshire (Denham Film Studios) à Londres (Cathédrale Saint-Paul, Ludgate Hill) . Le directeur de la photographie Robert Krasker est remplacé par Guy Green après quelques jours de tournage. Le réalisateur David Lean et le scénariste-producteur Ronald Neame n'avaient pas apprécié son travail pour la séquence d'ouverture. 

## Accueil et postérité
En 1999, le British Film Institute classe le film de David Lean à la 5e place de son top 100 des meilleurs films britanniques du XXe siècle. Le classement est établi par les votes de mille personnalités de l'industrie cinématographique du pays. David Lean est par ailleurs le réalisateur le plus présent dans ce classement, avec sept films dont trois parmi les cinq premiers de la liste : Ceux qui servent en mer (1942), Brève Rencontre (1945), Les Grandes Espérances (1946), Oliver Twist (1948), Le Pont de la rivière Kwaï (1957), Lawrence d'Arabie (1962) et Le Docteur Jivago (1965).
Les Grandes Espérances est inclus dans l'ouvrage 1001 films à voir avant de mourir (2004). Le film fait partie des préférés du célèbre critique américain Roger Ebert. Le réalisateur Joel Schumacher le cite comme une influence majeure dans sa carrière alors que l'acteur Donald Sutherland a avoué que c'était l'un de ses films préférés.

## Distinctions
- Le film remporta, en 1948, l'Oscar de la meilleure direction artistique pour un film en noir et blanc — prix décerné à John Bryan et Wilfred Shingleton ;
- Le film remporta également l'Oscar de la meilleure photographie pour un film en noir et blanc — prix décerné à Guy Green ;
- Le film fut par ailleurs nommé pour l'Oscar du meilleur réalisateur (David Lean), celui du meilleur film et celui du meilleur scénario adapté (David Lean, Ronald Neame et Anthony Havelock-Allan).